# Agnandia
Agnandia (griechisch Αγναντιά (f. sg.)) ist ein Dorf in der griechischen Region Thessalien. Zusammen mit der Siedlung Stagiades bildet es eine Ortsgemeinschaft (Τοπική Κοινότητα Αγναντιάς Topikí Kinótita Agnandiás) im Gemeindebezirk Chasia der Gemeinde Meteora mit insgesamt 342 Einwohnern. Bis 1930 hieß das Dorf Ostrovos.

## Lage
Agnandia liegt in den Chasia-Bergen im Norden Thessaliens, an der Grenze zur Region Westmakedonien. Nachbarorte sind Kakoplevri und Oxynia im Süden sowie Agiofyllo im Osten. Der kleine Ort Stagiades liegt etwa 2 km südwestlich.

## Verwaltungsgliederung
Nach dem Anschluss Thessaliens an Griechenland 1883 zählte der damals Ostrovos genannte Ort zur Gemeinde Oxynia. Die Landgemeinde Ostrovos (Κοινότητα Οστρόβου Kinótita Ostróvou) wurde 1912 gegründet. Sie bestand aus dem gleichnamigen Ort und Stagiades, die Umbenennung vom slawischen Ostrovos in Agnandia erfolgte 1930. Im Zuge der Gemeindereform 1997 wurde Agnandia mit zwei weiteren Landgemeinden mit der seit 1994 bestehenden Gemeinde Chasia zusammengelegt, mit der Umsetzung der Verwaltungsreform 2010 in ging diese in der neu geschaffenen Gemeinde Kileler auf.
Einwohnerentwicklung von Agnandia
| Name                              | griechischer Name                 | Code       | 1920 | 1928 | 1940 | 1951 | 1961 | 1971 | 1981 | 1991 | 2001 | 2011 |
| --------------------------------- | --------------------------------- | ---------- | ---- | ---- | ---- | ---- | ---- | ---- | ---- | ---- | ---- | ---- |
| Agnandia                          | Αγναντιά                          | 2602080301 | 631  | 612  | 658  | 714  | 843  | 699  | 621  | 601  | 411  | 281  |
| Stagiades                         | Σταγιάδες (m. pl.)                | 2602080302 | 161  | 174  | 219  | 238  | 290  | 170  | 159  | 135  | 093  | 061  |
| Moni Kimiseos Theotokou Stagiadon | Μονή Κοιμήσεως Θεοτόκου Σταγιάδων |            | 006  |      | 007  | 002  | 002  | 012  | 014  | 005  | -    | -    |
| Gesamt                            | Gesamt                            | 26020803   | 798  | 786  | 884  | 954  | 1135 | 881  | 794  | 741  | 504  | 342  |

## Sehenswürdigkeiten
Das Kloster Kimisi Theotokou Stagiadon (Μονή Κοιμήσεως Θεοτόκου Σταγιάδων Moní Kimíseos Theotókou Stagiádon) ist am östlichen Ortsrand des Dorfes Stagiades gelegen. Über seine Bauzeit und Geschichte ist wenig bekannt. Das ehemalige Mönchskloster wurde 1968 in ein Nonnenkloster umgewidmet. Die Zellen und Funktionsräume der Klostergemeinschaft umgeben das der Entschlafung der Gottesgebärerin geweihte Katholikon. Die Kreuzkuppelkirche ist mit   Fresken von guter Qualität aus dem frühen 17. Jahrhundert ausgemalt. Die geschnitzte Ikonostase mit den Ikonen stammt aus dem frühen 18. Jahrhundert. Den Narthex schmücken Fresken des  epirotischen Hagiographen Michail tou Michail aus dem Jahre 1780. Das Katholikon des Klosters wurde 1994 unter Denkmalschutz gestellt.